# Kosów (obwód tarnopolski)
Kosów (ukr. Косів) – wieś na Ukrainie, w  rejonie czortkowskim obwodu tarnopolskiego, w hromadzie Białobożnica. Liczy 1511 mieszkańców. 
Wschodnią część wsi stanowi dawniej odrębna wieś Chomiakówka. 

## Historia
W II Rzeczypospolitej miejscowość w powiecie czortkowskim województwa tarnopolskiego.
W latach 1941–1944 r. nacjonaliści ukraińscy z OUN-UPA oraz Ukraińskiej Policji Pomocniczej zamordowali tutaj 50 Żydów, w tym tez dzieci, oraz 10 Polaków - 4 członków Związku Strzeleckiego i 6 istriebitielnego batalionu. Nacjonaliści ukraińscy dokonali też zbrodni we wsi Chomiakówka, która w czasach sowieckich została włączona do Kosowa. 7 lipca 1941 r. zamordowali tu 20 Żydów oraz aresztowali 4 Polaków, którzy następnie zostali zamordowani w więzieniu w Czortkowie.

## Kościół w Kosowie-Chomiakówce
Kościół parafialny pw. św. Antoniego Padewskiego - murowany, wzniesiony w połowie XIX w. na terenie dawnej wsi Chomiakówka, konsekrowany w 1891 r., obsługiwany najpierw przez księży dominikanów z Czortkowa, a następnie księży diecezjalnych, zamknięty i zamieniony na magazyn w 1961 r., zwrócony katolikom w 1992 r. Obecnie obługują ją księżą z parafii w Białobożnicy. 